# Irineu Andreassa
Dom Frei Irineu Andreassa O.F.M. (Iacri, 15 de dezembro de 1949) é um bispo católico brasileiro, bispo emérito da Diocese de Ituiutaba em Minas Gerais.

## Educação e sacerdócio
Irineu Andreassa concluiu seus estudos em Filosofia e Teologia no Instituto Franciscano "Sagrado Coração de Jesus" em Petrópolis; depois disso, em 30 de setembro de 1977, emitiu sua profissão religiosa na Ordem dos Frades Menores e sua ordenação presbiteral ocorreu em 16 de dezembro de 1978.
Exerceu os seguintes cargos: Pároco da Paróquia Nossa Senhora Aparecida em Olímpia e membro do Conselho Presbiteral da Diocese de Barretos (1979-1981), Definidor na Custódia Franciscana Sagrado Coração de Jesus (1980-1983 e 1986-1995), Pároco da Paróquia Santo Antônio Maria Claret em Ribeirão Preto (1982-1987 e 2001-2007), Formador dos estudantes de Filosofia e Teologia da Província Franciscana (1982-1987), Membro do Conselho Presbiteral e do Colégio de Consultores da Arquidiocese de Ribeirão Preto (1982-1987), Pároco da Paróquia São Judas Tadeu em Franca (1987), Formador dos Postulantes e Filósofos da Província Franciscana (1988-1993), Pároco da Paróquia “Sagrado Coração de Jesus” da Diocese de Jaboticabal (1994-1998), Ministro Provincial da Custódia Franciscana “Sagrado Coração de Jesus” (1998-2001).
A partir de fevereiro de 2007, Padre Irineu serviu como Pároco das Paróquias de "Sant'Ana" em Herculândia e "Nossa Senhora Aparecida" em Queiroz, ambas na diocese de Marília.

## Episcopado
O Papa Bento XVI nomeou-o Bispo de Lages em 11 de novembro de 2009. Foi ordenado bispo pelo Bispo de Bauru, Dom Caetano Ferrari, OFM, em 24 de janeiro do ano seguinte; os principais co-consagradores foram Dom Osvaldo Giuntini, bispo de Marília, e Dom João Oneres Marchiori, bispo-emérito de Lages. A posse na Diocese de Lages ocorreu em 28 de fevereiro de 2010.
O Papa Francisco o nomeou Bispo de Ituiutaba em 30 de novembro de 2016.
O Papa Leão XIV aceitou a renúncia de Dom Irineu, devido à idade, em 22 de maio de 2025.